# Greich
Greich  est une localité et ancienne commune suisse du canton du Valais, située dans le district de Rarogne oriental.
Greich a fusionné, le 1er novembre 2003, avec Goppisberg et Ried-Mörel pour former la nouvelle commune de Riederalp. Elle a porté le numéro OFS 6176.

## Personnalités
- Josef Anton Berchtold (1780-1859), prêtre catholique et géographe, est né à Greich.